# Cerrito
Cerrito é um município brasileiro do estado do Rio Grande do Sul. Foi criado em 28 de dezembro de 1995, através da Lei nº 10.656, tendo como município de origem Pedro Osório. Possui a economia voltada ao setor agropecuário, tendo como maior expressão a produção leiteira, com criação de gado da raça Jersey e produção de matrizes leiteiras reconhecida por sua categoria genética, produzindo leite de excelente qualidade - em torno de 9 milhões de litros ao ano. Constituído por pequenas propriedades rurais e minifúndios, destaca-se a produção de milho, soja, pêssego, arroz e a avicultura.

## Geografia
Localiza-se a uma latitude 31º51'23" sul e a uma longitude 52º48'46" oeste, estando a uma altitude de 50 metros.
Possui uma área de 461,54 km² e sua população estimada em 2022 foi de 5.808 habitantes.